# Debbugs
Debbugsは、Debianプロジェクトの課題管理システムを支えるソフトウェアである。特徴的なのは、バグレポートを編集するためのWebインターフェイスがまったく存在せず、すべての変更が電子メールで行われる点である。Debbugsは、主に元Debianプロジェクトリーダーのイアン・ジャクソンによって作成された。  
Debbugsは、課題レポートのデータベースを管理するスクリプトの集合で構成されている。スクリプトは引数となっており、Debian以外のプロジェクトでも使用可能である。このシステムは、UnixやLinuxなどのUnix系オペレーティングシステムで動作する。ソースコードのほとんどはPerlで書かれており、GNU General Public Licenseベースの自由ソフトウェアである。  
Debianでバグを報告する場合は、reportbugプログラムの使用が強く推奨されている。  

## 歴史
Debbugsは1994年に基本的な課題管理システムとして開始された。1997年から一般化されたが、Debbugs 1として正式にリリースされたのは1999年1月である。  
GNOMEプロジェクトがDebbugsを放棄した直後、KDEプロジェクトも2002年にBugzillaに切り替えた。  

## 開発
Debbugsの最も古く、最大の導入例はDebianプロジェクトのものである。2018年現在、DebianのDebbugsインスタンスは890,000件を超えるバグレポートを処理している。  
GNUプロジェクトは、GNUソフトウェアまたはGNU Savannahでホストされる自由ソフトウェア向けに、Debbugsのパブリックインスタンスを導入した。  

## 統合
UbuntuのLaunchpadはDebianのDebbugsインスタンスを認識し、統合している。 